# Massimo Murru
Massimo Murru (Milano, 21 luglio 1971) è un ballerino italiano. È stato étoile del Corpo di Ballo del Teatro alla Scala dal 2003 e maître de ballet della compagnia dal 2016.

## Biografia
Nato a Milano nel 1971, ha studiato presso la Scuola di Ballo del Teatro alla Scala dove, nel 1990, si è diplomato, entrando subito a far parte del corpo di ballo. Nel 1994, dopo aver debuttato come protagonista de L'Histoire de Manon di Kenneth MacMillan, è stato promosso al rango di primo ballerino. Nel dicembre 2003 è stato promosso étoile del Teatro alla Scala.
Storico partner di Sylvie Guillem, con cui ha danzato anche in occasione dell'addio alle scene della ballerina a Londra (2006) e Milano (2011), nel 2003 è stato il primo étoile ospite italiano a danzare con il balletto dell'Opéra di Parigi, interpretando Quasimodo nel Notre-Dame de Paris di Roland Petit. È proprio a Petit che la carriera di Murru è strettamente legata: il coreografo francese infatti lo ha voluto come protagonista in Carmen, Il pipistrello e Proust, ou Les intemittences du coeur e ha scritto appositamente per lui il ruolo dell'eponimo protagonista in Chéri (danzato al debutto accanto a Carla Fracci), quello di Siegfried ne Il lago dei cigni e una nuova coreografia per il Boléro di Ravel. 
Il suo vasto repertorio comprende molti dei maggiori ruoli maschili coreografati da Rudol'f Nureev, tra cui i protagonisti de Lo schiaccianoci, Il lago dei cigni, La bella addormentata e Cenerentola. Inoltre ha interpretato Albrecht in quattro diversi allestimenti di Giselle (Bart, Ruanne, Guillem ed Ek), Romeo nel Romeo e Giulietta di Kenneth MacMillan, Solor ne La Bayadère di Natalia Makarova, Petruccio ne La bisbetica domata di John Cranko, James ne La Sylphide di Peter Schaufuss, Dafni nel Dafni e Cloe di John Neumeier e due dei maggiori ruoli maschili coreografati da Frederick Ashton: Armand in Marguerite et Armand e Beliaev in A Month in the Country. Per George Balanchine ha danzato in Agon, Apollon Musagète, I quattro temperamenti e, dopo un tour mondiale insieme a Alessandra Ferri e Roberto Bolle, ha interpretato Oberon in Sogno di una notte di mezza estate alla Scala nel 2007. Molto attivo anche a livello internazionale, ha danzato per più di quaranta rappresentazioni alla Royal Opera House tra il 2001 e il 2006.
Dopo un'esperienza come maître de ballet al Royal New Zealand Ballet accanto all'allora direttore Francesco Ventriglia e dopo un anno al Balletto reale svedese accanto a Nicolas Le Riche, dal 2017 è maître de ballet del corpo di ballo del Teatro alla Scala.

## Filmografia
- Il pipistrello, regia di Tina Protasoni (2003)